# Wayman McCreery

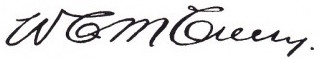
Unterschrift (1898)

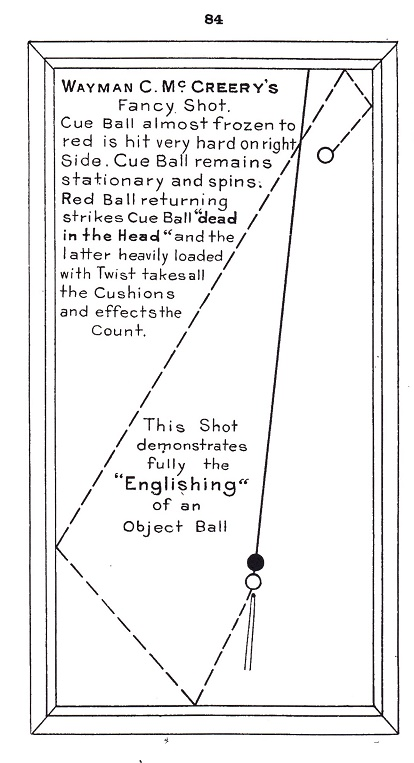
Einer seiner Lieblingsstöße
(aus: Championship Billiards. Old and New. by John A. Thatcher, 1898)

Wayman Crow McCreery (* 14. Juni 1851 in St. Louis, Missouri, USA; † 1901, ebenda) war ein US-amerikanischer Immobilienmakler, Opernkomponist und der Steuereinnehmer von St. Louis. Ihm wird die Erfindung der Karambolagedisziplin Dreiband zugeschrieben.

## Biografie
Wayman C. McCreerysn Vater, Phocian R. McCreery, ursprünglich aus Kentucky, ließ sich um 1840 in St. Louis nieder. Seine Mutter war Mary Jane (Hynes) McCreery, Tochter von Colonel Andrew Hynes aus Tennessee. McCreerys frühe Ausbildung war an der Washington University in St. Louis bis zum Alter von 18 Jahren, danach besuchte er die Universität in Racine, Wisconsin, wo er 1871 mit Auszeichnung abschloss. Wayman McCreery baute ein Immobilienunternehmen auf, zunächst für 12 Jahre in Partnerschaft und dann als Einzelunternehmer. Er war hervorragend im Boxen, Fechten, Golfen, Ringen und Schwimmen, aber er war viel mehr als nur ein Athlet. Er hat den College-Rekord für den längsten Baseball-Weitwurf aufgestellt, war ein Amateur-Billard-Champion, Chorleiter der „Christ Church Cathedral“, ein guter Sänger und hat eine Oper komponiert. Er galt als prominenter Bürger von St. Louis in den späten 1800er Jahren und als einer der führenden Billardamateure. McCreery wird die Erfindung und Entwicklung des Dreiband-Billard als eigenständige Disziplin für Turniere und Wettbewerbe zugeschrieben.
Der Dramatiker Augustus Thomas" schrieb 1922 über ihn:

“A moving spirit in the McCullough Club—in its organization, its management, and in its active expression—was Wayman McCreery, now dead. I am sure that ten thousand of his surviving contemporaries in the city of St. Louis will remember Wayman McCreery. Few men are so physically and intellectually equipped as he was. There was nothing that an athlete could do with his body that in a notable degree Wayman McCreery could not do. He was boxer, wrestler, fencer, runner, and swimmer, and all-round athlete. In addition to these he was a graceful step dancer. Intellectually he was equipped with a college training and had an interest in everything that interested the intelligent people of his day. He sang well enough to be a leading tenor in a fashionable choir. He wrote music of good quality. He was the author of the opera "L’Afrique," which was first done by amateurs in St. Louis and subsequently produced in New York, although with not very great success, by Jesse Williams. McCreery will be remembered by the sporting world as the inventor of the three cushion game of billiards, of which he was at one time the national champion. As Hugh Chalcot in Robertson's comedy "Ours" it would have taken a professional to equal him. Another part of McCreery’s was Captain Hawtree in "Caste," by the same author.”

„Ein bewegender Geist im McCullough Club – in seiner Organisation, seinem Management und in seinem aktiven Ausdruck – war Wayman McCreery, der jetzt verstorben ist. Ich bin sicher, dass zehntausende seiner überlebenden Zeitgenossen in der Stadt St. Louis sich an Wayman McCreery erinnern werden. Nur wenige Männer sind körperlich und geistig so ausgestattet wie er. Es gab nichts, was ein Athlet mit seinem Körper tun konnte, was Wayman McCreery in bemerkenswertem Maße nicht tun konnte. Er war Boxer, Ringer, Fechter, Läufer, Schwimmer und Allround-Athlet. Darüber hinaus war er ein anmutiger Step-Tänzer. Intellektuell war er mit einer Hochschulausbildung ausgestattet und hatte ein Interesse an allem, was die intelligenten Menschen seiner Zeit interessierte. Er sang gut genug, um ein führender Tenor in einem modernen Chor zu sein. Er schrieb Musik von guter Qualität. Er war Autor der Oper „L’Afrique“, die zuerst von Amateuren in St. Louis und später in New York, wenn auch mit nicht sehr großem Erfolg, von Jesse Williams produziert wurde. McCreery wird von der Sportwelt als Erfinder des Dreibandspiels in Erinnerung bleiben, dessen Nationalmeister er einst war. Wie Hugh Chalcot in Robertsons Komödie „Ours“ hätte es einen Profi gebraucht, um ihm gleichzukommen. Ein weiterer Stück von McCreery war Captain Hawtree in „Caste“ vom selben Autor.“

### Spielerkarriere
Das weltweit allererste Dreibandturnier fand vom 14. bis 31. Januar 1878 in „C. E. Mussey’s Room“ in St. Louis statt, McCreery war einer der Sponsoren, er war ebenfalls Teilnehmer kam aber nur auf den vorletzten Platz, gewonnen hat der New Yorker Leon Magnus. Der Höchstserie (HS) für das Turnier lag bei nur 6 Punkten und der Generaldurchschnitt (GD) bei 0,75. Bei einem Herausforderungsmatch auf 50 Punkte um 200 $ am 2. Februar 1882 in St. Louis schlug er Magnus mit 50:31. Sein GD war 0,940. 1899 stellte er im Cadre 35/2 bei einem Meisterschaftsspiel auf 400 den Serienrekord von 139 auf.
McCreery gewann vier Mal hintereinander die Amateurmeisterschaft von Missouri. Er machte eine Serie von 336 in der Freie Partie; 54 im Einband und 14 im Dreiband. Nach Einschätzungen des 51-fachen Weltmeisters in drei Karambolagedisziplinen Willie Hoppe: „McCreery war einer der besten Performer in der Freien Partie im Land.“
Im Februar 1899 trat McCreery gegen Martin Mullen und Wilson P. Foss in der „Class A Amateur Championship of America“ im Cadre 35/2 der „American Athletic Union“ an, die im New Yorker Knickerbocker Club stattfand. Der „Brooklyn Daily Eagle“ beschrieb die drei als „zweifellos die besten Amateure des Landes“. Dort stellte McCreery zwei Amateur-Weltrekorde auf: den ersten für eine HS von 139 Punkten und den zweiten für die Aufrechterhaltung eines Punktdurchschnitts von 13,33 beim Spiel auf 400 Punkte.
McCreerys Erfolge im Dreiband umfassen: 50 Punkte in 53 Aufnahmen; ein 15-Punkte-Match in 2 Aufnahmen; ein 10-Punkte-Match in 1 Aufnahme vom Start weg; und eine Höchstserie von 14.

### Beruf
Nach seinem Studium ging McCreery für ca. ein Jahr ins Ausland, kehrte nach St. Louis zurück, um drei Jahre lang im Kurz- und Textilwarengeschäft seines Vaters (Crow, McCreery & Company) zu arbeiten. Nachdem er seinen Anteil an den Gewinnen in Immobilien investiert hatte, eröffnete er mit seinem Partner James Towers die Immobilienfirma „McCreery & Towers“. Diese befand sich 705 Pine Street. Nach 12 Jahren verließ Towers die gemeinsame Firma und McCreery führte sie alleine weiter. Er war auf seinem Gebiet hoch angesehen und McCreerys Name wurde mit einigen der schönsten Gebäude der Stadt in Verbindung gebracht. Seine Firma wurde zum Impulsgeber für den Bau zahlreicher Büro- und öffentlicher Gebäude, die die Entwicklung der Stadt im späten 19. Jahrhundert ankurbelten. McCreery wurde von Großinvestoren zu den besten Aussichten für Immobilieninvestitionen in der Stadt St. Louis befragt. Kurz nach McCreerys Ernennung 1897 zum Steuereinnehmer vom „Port of St. Louis“ wurde er als „wahrscheinlich der versierteste Amtsträger im Dienst der Regierung“ bezeichnet. McCreery war Geschäftsführer und Schatzmeister der „Security Building Company“ in St. Louis.

### Kompositionen
McCreery komponierte ein Te Deum Laudamus und die Musik zu dem Libretto „L'Afrique'“, auch bekannt unter dem Namen „The Tale of the Dark Continent“.

### Privates
McCreery heiratete 1875 Mary Louisa Carr, eine Tochter von Dabney Carr und Enkelin von Richter William Carr. Sie hatten zusammen drei Töchter (Mary Louisa, Christine, Wayman) und einen Sohn (Andrew). Im gesellschaftlichen Leben wurden ihm viele Auszeichnungen verliehen. Er war Mitglied und Vorsitzender des Unterhaltungskomitees des „St. Louis Clubs“, prominent im Country Club, Sekretär des „Noonday Clubs“, ein genialer Geist des University Clubs und Präsident des „St. Louis Cricket Clubs“. Er war führend bei allen wichtigen gesellschaftlichen Ereignissen in St. Louis. McCreery war mit den prominenten Familien Laclede und Chouteau aus St. Louis verwandt. McCreery starb, nur 50-jährig, beim Golfen.

## Sonstiges
Der US-amerikanische Billard-Mäzen und Milliardär Robert Mercer veranstaltete ihm zu Ehren 2018 erstmals die McCreery Dreiband Champion of Champions. Dazu ließ er in seinem Privathaus extra Veranstaltungsräume bauen. Eingeladen waren die, zu diesem Zeitpunkt, besten Dreibandspieler der Weltrangliste und Dreiband-Altmeister Raymond Ceulemans. Es war, nach dem Crystal Kelly Turnier vom niederländischen Millionär und Billard-Mäzen Joop van Oosterom, höchstdotierte Turnier in der Geschichte des Karambolagebillards.